# Browser Helper Object
Browser Helper Object (BHO), letteralmente "assistente del browser", è un piccolo programma, installato nel sistema da un altro software, che parte in automatico quando si accede al browser.
Nato nel 1997 come plugin di Internet Explorer 4 della Microsoft per aiutare l'utente a navigare o per personalizzare il browser (vedi le barre aggiuntive in Internet Explorer), il BHO si è rivelato un'arma a doppio taglio perché spesso nasconde adware o spyware, autentici programmi malevoli il cui scopo è quello di monitorare la navigazione dell'utente ed inoltrare i dati al loro creatore.
Per esempio, l'exploit Download.ject installa un BHO che si attiva non appena l'utente effettua un collegamento di home banking, cattura la password e la trasmette ad organizzazioni criminali.
Altro esempio, Myway Searchbar, traccia la navigazione dell'utente e la trasmette a terze parti.
Per contrastare il problema, sono nati software specifici, anti-BHO, che individuano e rimuovono esclusivamente questi programmi. Dal canto suo, la Microsoft, con il Service Pack 2 di Windows XP, ha aggiunto un add-on al suo browser che mostra una lista di tutti i BHO e i controlli Active X, permettendo all'utente di disattivarli a piacimento.